# Liste der Naturdenkmale im Kreis Plön
Die Liste der Naturdenkmale im Kreis Plön enthält die Naturdenkmale im Kreis Plön in Schleswig-Holstein.
Link zu einem Kartenansichtstool (u. a. um Koordinaten zu setzen)

| Bild            | Bezeichnung         | Ort                                    | Lage                               | Beschreibung | Datum | Nummer |
| --------------- | ------------------- | -------------------------------------- | ---------------------------------- | ------------ | ----- | ------ |
| Fotos hochladen | Lindenallee         | Ruhwinkel Schönböken Lindenallee       | (54° 4′ 35,3″ N, 10° 11′ 49,1″ O)  |              | 2017  | 1      |
| BW              | Buche               | Ruhwinkel Schönböken Ruhwinkler Straße | (54° 5′ 17,8″ N, 10° 12′ 39,9″ O)  |              | 2017  | 2      |
| BW              | Eiche               | Großharrie Einfelder Weg               | (54° 7′ 8,7″ N, 10° 2′ 48,7″ O)    |              | 2017  | 3      |
| BW              | Drei Linden         | Schönkirchen Landgraben                | (54° 20′ 33,5″ N, 10° 14′ 13,1″ O) |              | 2017  | 4      |
| BW              | Stieleiche          | Panker                                 | (54° 19′ 32,3″ N, 10° 34′ 14,9″ O) |              | 2017  | 5      |
| BW              | Stieleiche und Ilex | Fargau-Pratjau                         | (54° 19′ 15,6″ N, 10° 24′ 55,5″ O) |              | 2017  | 6      |
| BW              | Stieleiche          | Dobersdorf Jasdorf                     | (54° 18′ 20,8″ N, 10° 18′ 15,2″ O) |              | 2017  | 7      |
| BW              | Stieleiche          | Nehmten                                | (54° 5′ 14,9″ N, 10° 22′ 31,2″ O)  |              | 2017  | 8      |
| BW              | Stieleiche          | Schwentinental Rastorf                 | (54° 16′ 8,1″ N, 10° 17′ 18,9″ O)  |              | 2017  | 9      |